# Žarko Nikolić
Žarko Nikolić (v srbské cyrilici: Жарко Николић; 16. října 1936 – 22. srpna 2011) byl jugoslávský a srbský fotbalový obránce.

## Klubová kariéra
Nikolić se narodil v Novim Sadu a v letech 1954 až 1966 hrál za Vojvodinu, za níž v jugoslávské první lize odehrál přes 200 zápasů a v sezóně 1965/66 ji s klubem vyhrál. Následně se přestěhoval do Německa a přestoupil do Schalke 04, kde strávil dvě sezóny. Před odchodem z profesionálního fotbalu strávil Nikolić krátké druhé angažmá ve Vojvodině.

## Reprezentační kariéra
Na mezinárodní úrovni Nikolić odehrál devět zápasů za Jugoslávii. Reprezentoval svou zemi na jednom Mistrovství Evropy ve fotbale (skončil druhý v roce 1960) a na jednom Mistrovství světa ve fotbale (1962). Nikolić byl také členem týmu, který vyhrál zlatou medaili na Letních olympijských hrách 1960, ale nehrál v žádném zápase.

## Úspěchy

### Klubové
Vojvodina
- Jugoslávská Prva liga: 1965/66

### Reprezentační
Jugoslávie
- Letní olympijské hry: 1960
- Mistrovství Evropy ve fotbale: Poražený finalista 1960